# Leicester Castle
Leicester Castle är ett slott i Storbritannien.   Det ligger i kommunen City of Leicester och riksdelen England, i den södra delen av landet, 140 km nordväst om huvudstaden London. Leicester Castle ligger 63 meter över havet.
Terrängen runt Leicester Castle är huvudsakligen platt. Leicester Castle ligger nere i en dal. Runt Leicester Castle är det tätbefolkat, med 530 invånare per kvadratkilometer. Närmaste större samhälle är Leicester, 0,96 km nordost om Leicester Castle. Trakten runt Leicester Castle består till största delen av jordbruksmark.